# エトルタ

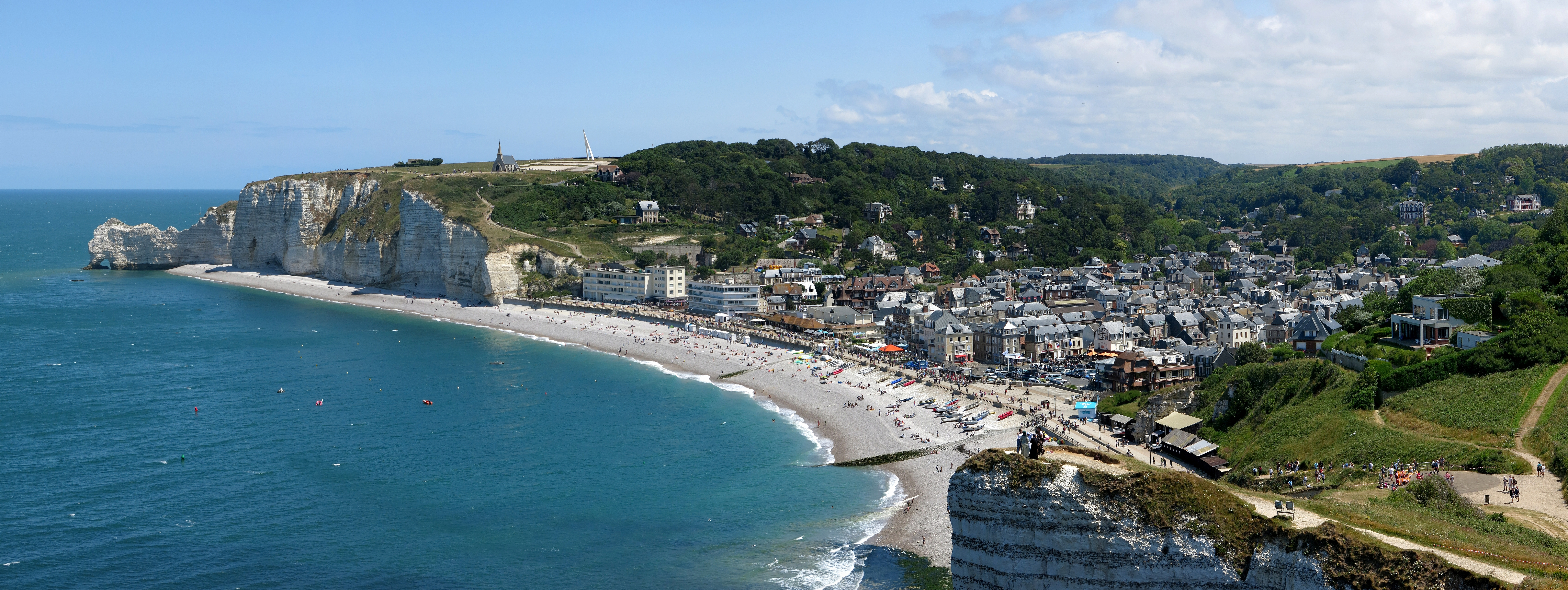
エトルタのパノラマ

エトルタ （Étretat）は、フランス、ノルマンディー地域圏、セーヌ＝マリティーム県のコミューン。石灰質の断崖が続く海岸にある。

## 人口
| 1962                                                                  | 1968 | 1975 | 1982 | 1990 | 1999 |
| --------------------------------------------------------------------- | ---- | ---- | ---- | ---- | ---- |
| 1379                                                                  | 1472 | 1525 | 1577 | 1565 | 1615 |
| Census count starting from 1962年: Population without double counting |      |      |      |      |      |

## 断崖

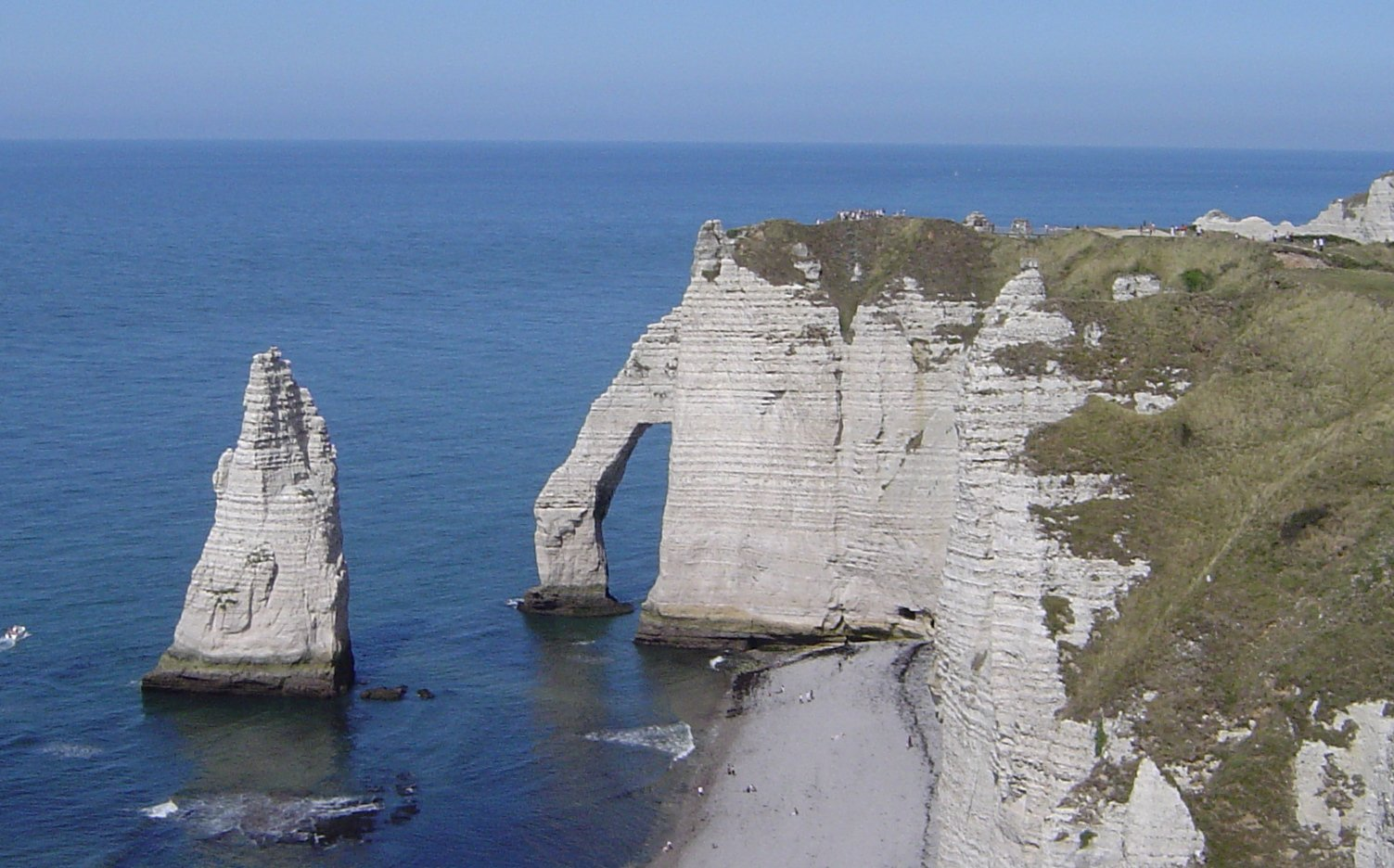
断崖とアーチ状の「アヴァルの門」、円錐形の「針岩」

エトルタは、風雨にさらされてできた自然のアーチを含む断崖でよく知られる。イギリス海峡を挟んで同じ岩石がイギリス側にも広がる。これらの断崖と砂浜が、ウジェーヌ・ブーダン、ギュスターヴ・クールベ、クロード・モネといった芸術家たちを魅了してきた。1909年には、モーリス・ルブラン作のアルセーヌ・ルパン・シリーズの小説『奇巌城』の舞台となっている。街の中にはルブランの邸宅を改造した「モーリス・ルブラン博物館『ルパンの隠れ家』 le Clos Lupin, Musée de Maurice Leblanc」が公開されている。
有名なアーチのうち町から見えるのは2つで、アヴァルのアーチ（Porte d'Aval）、そしてポルト・ダモン（Porte d'Amont）である。マンヌポルト（Manneporte）は町から見えない位置にある。
ル・アーヴルからル・トレポールへと伸びるハイキング道GR21が町を通過する。

## 白鳥号

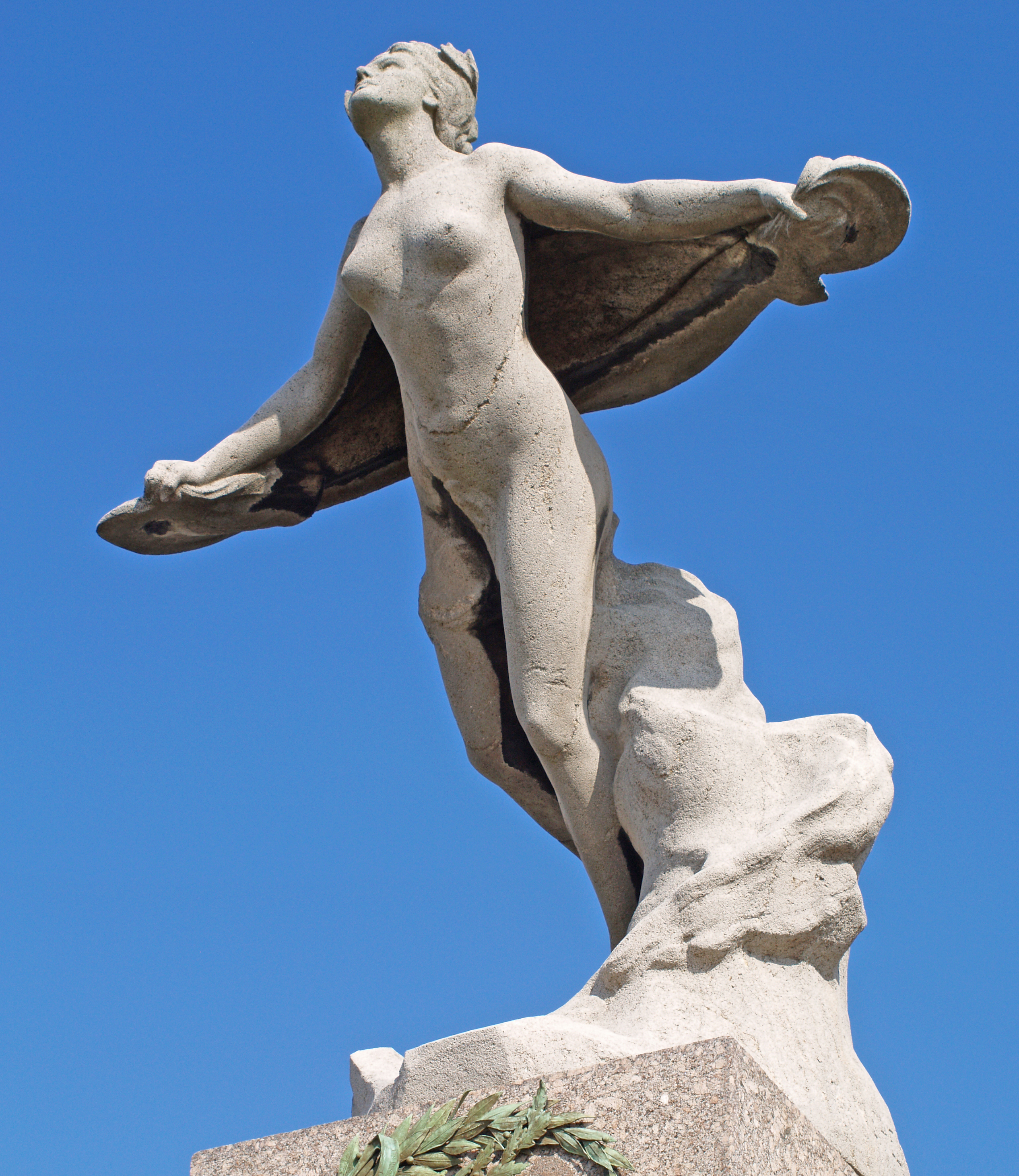
断崖の頂上にある白鳥号記念碑

エトルタは、1927年にパリ＝ニューヨーク間無着陸飛行のため出発した白鳥号がフランスで最後に見られた場所として知られている。第一次世界大戦の英雄シャルル・ナンジェッセと、フランソワ・コリが搭乗して1927年5月8日に出発し、大西洋上で行方不明となった。現在も航空史上のミステリーとなっている。この飛行を記念した記念碑がエトルタにたてられたが、第二次世界大戦のドイツ軍侵攻で破壊された。新たに以前より高さのある記念碑が1963年に建設された。博物館も併設された。

## ギャラリー

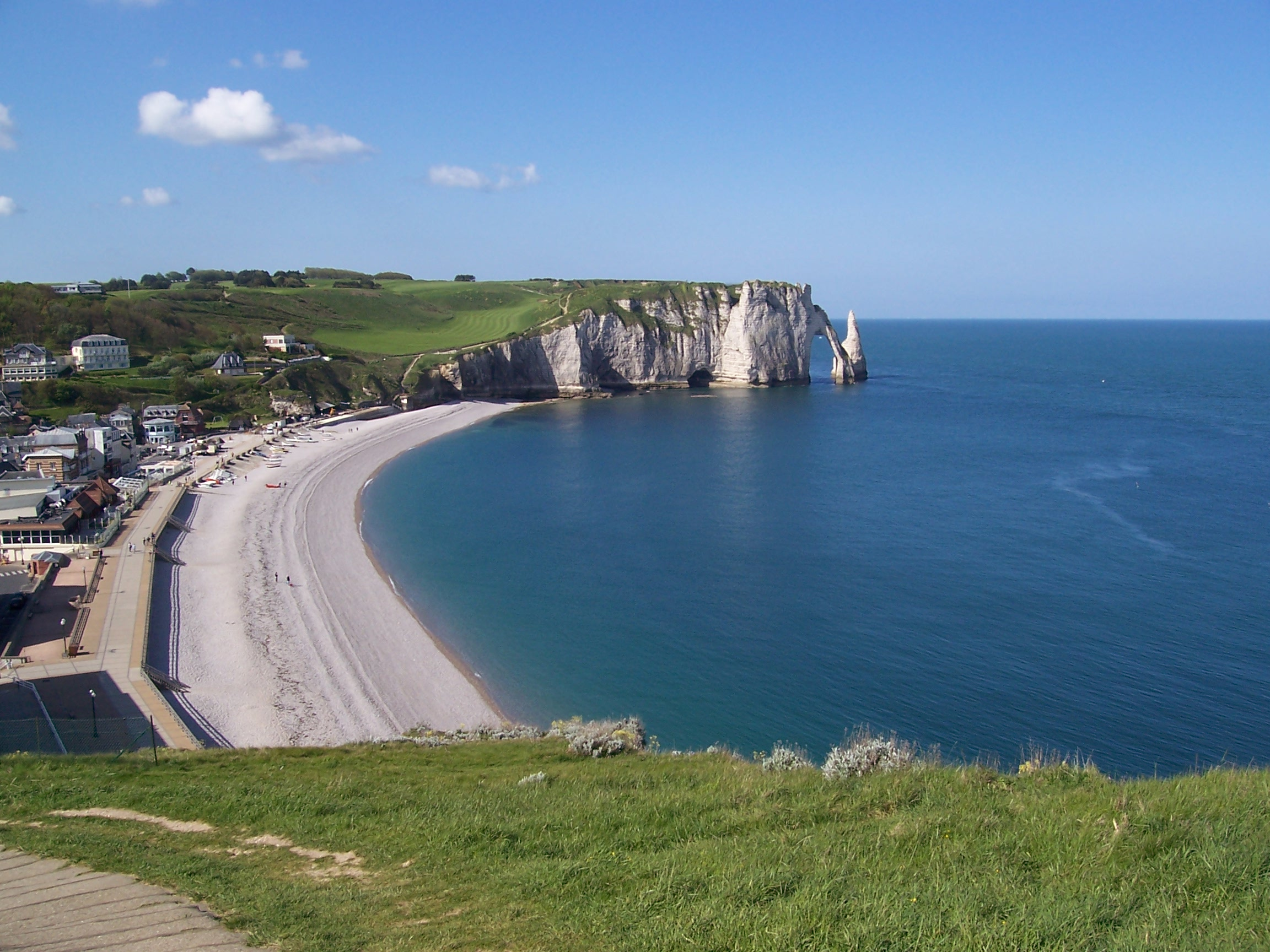
エトルタの町と「アヴァルの門」
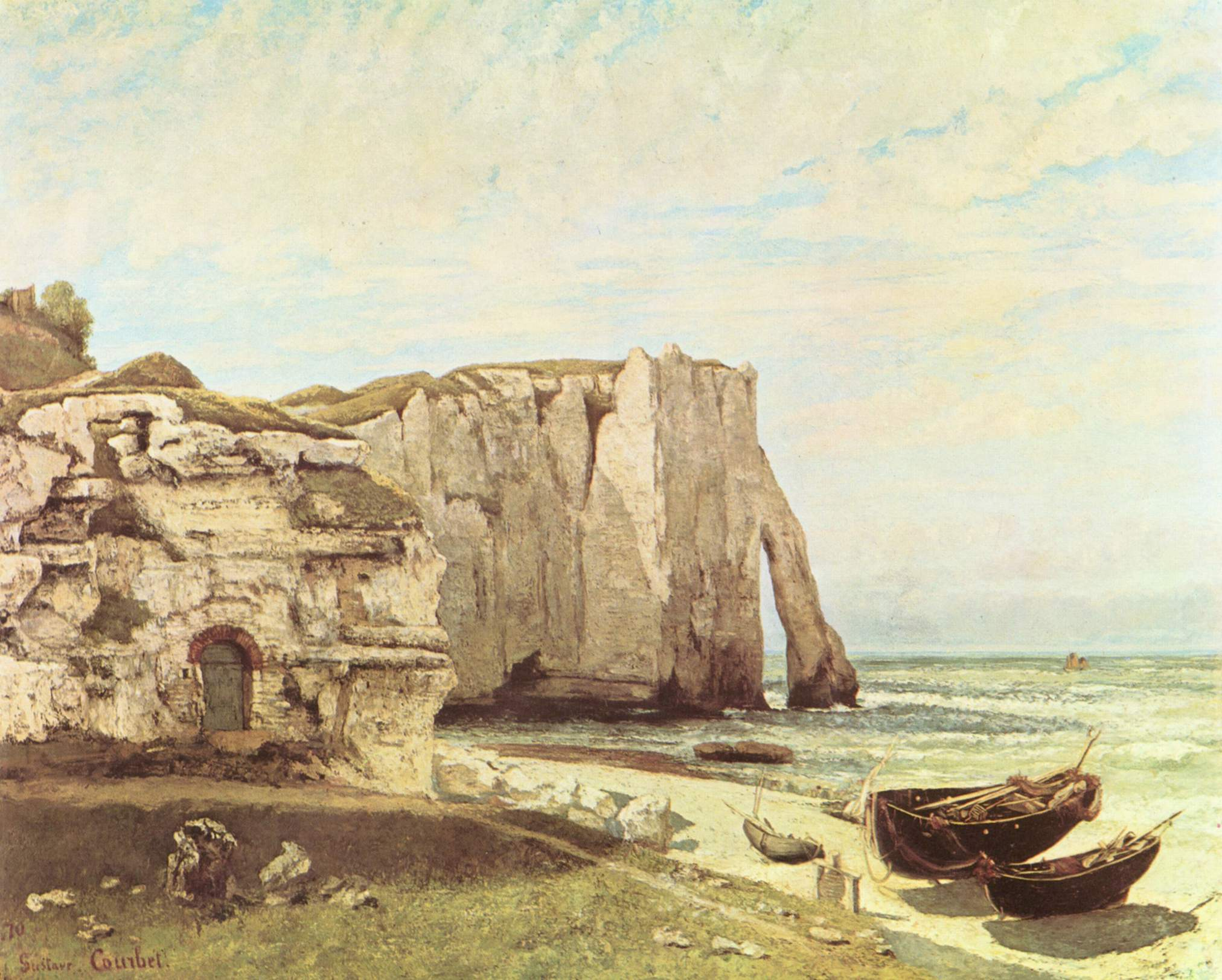
ギュスターヴ・クールベ作「雷雨の後のエトルタの岸壁」1869年-1870年
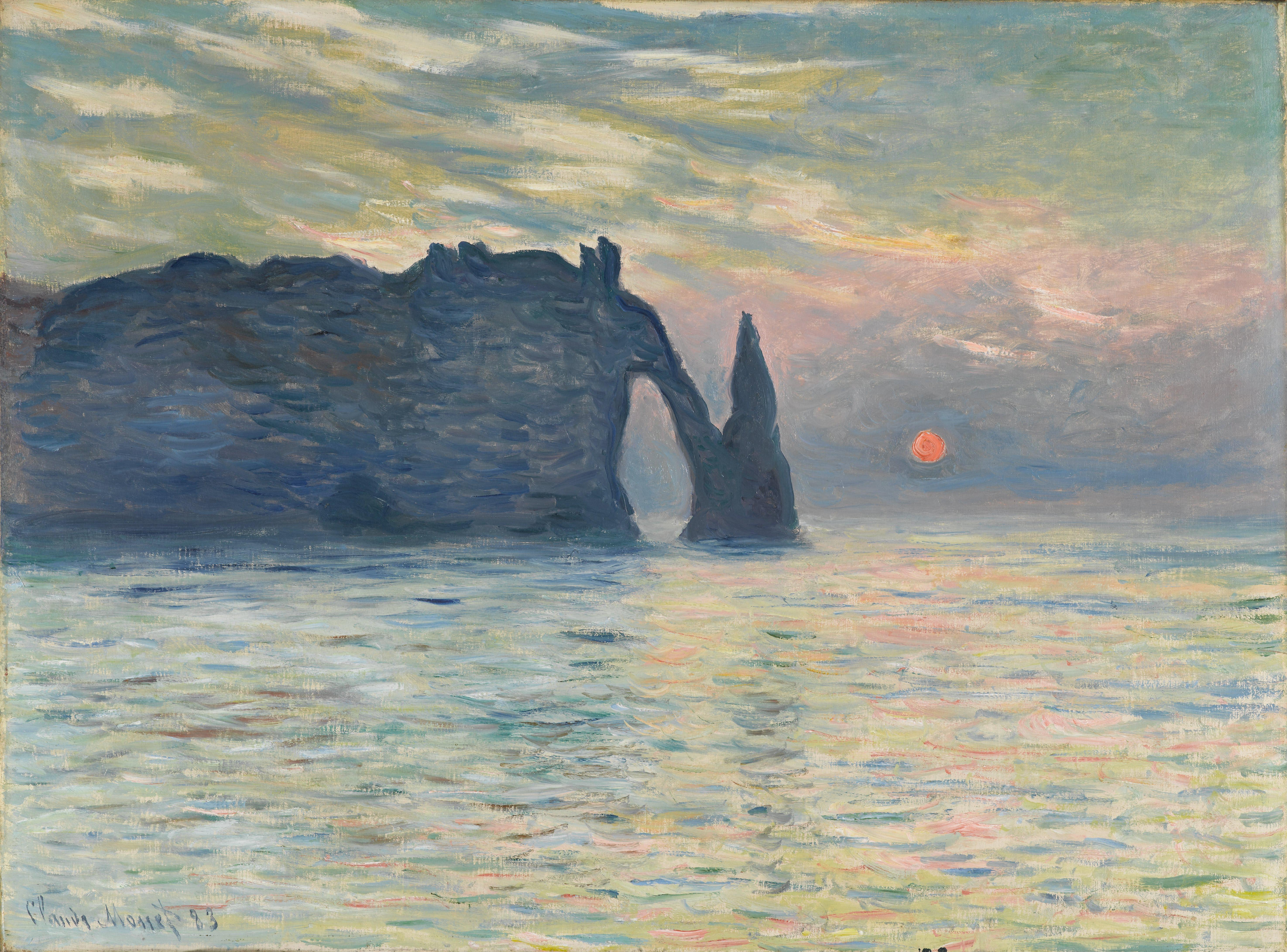
クロード・モネ作「エトルタの日没」1883年
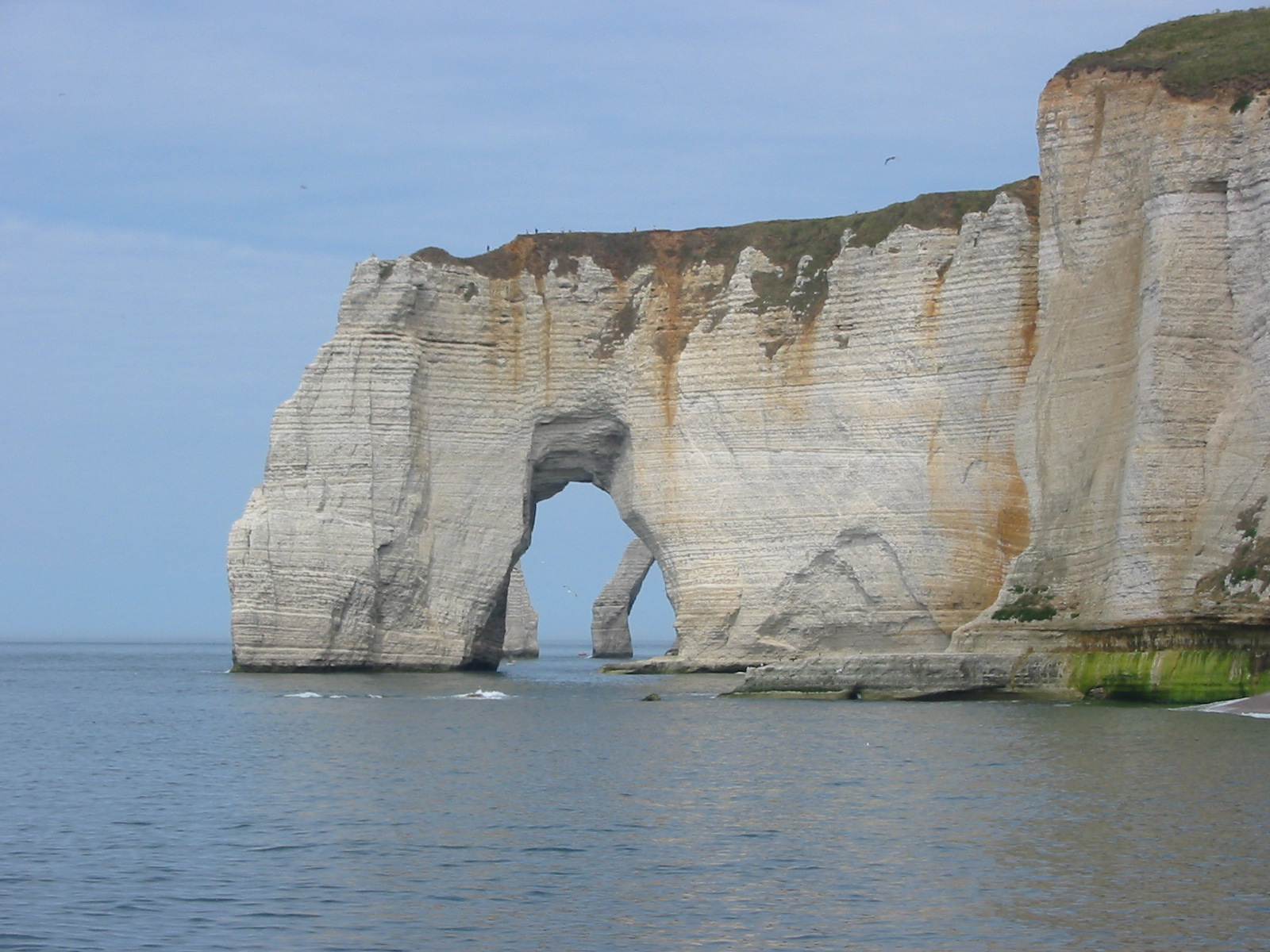
「マンヌポルト」
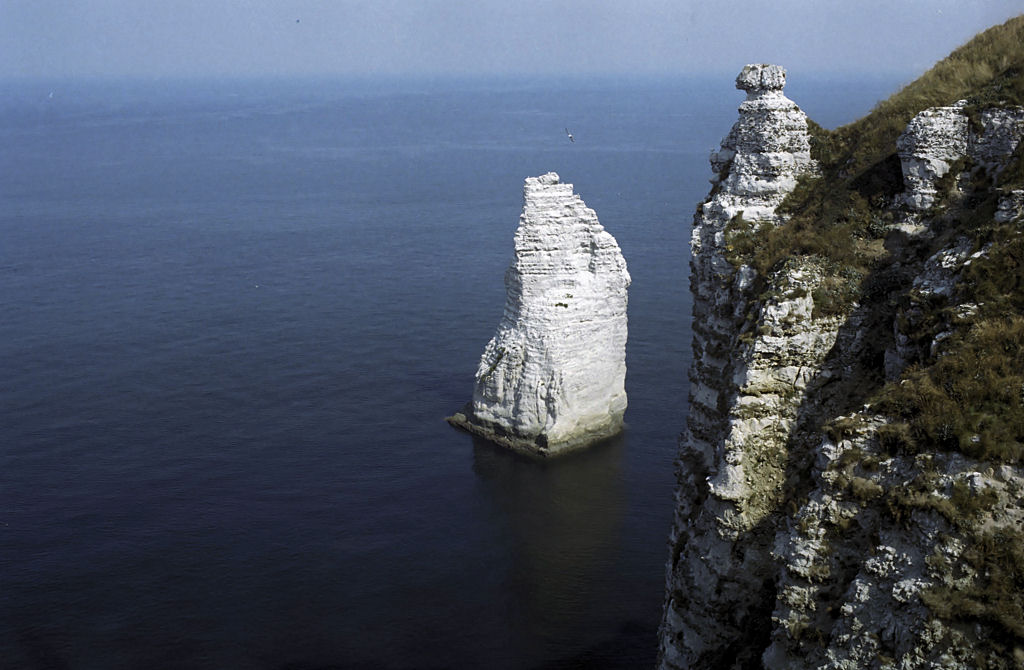
「針岩」（Aiguille）。『奇巌城』の舞台
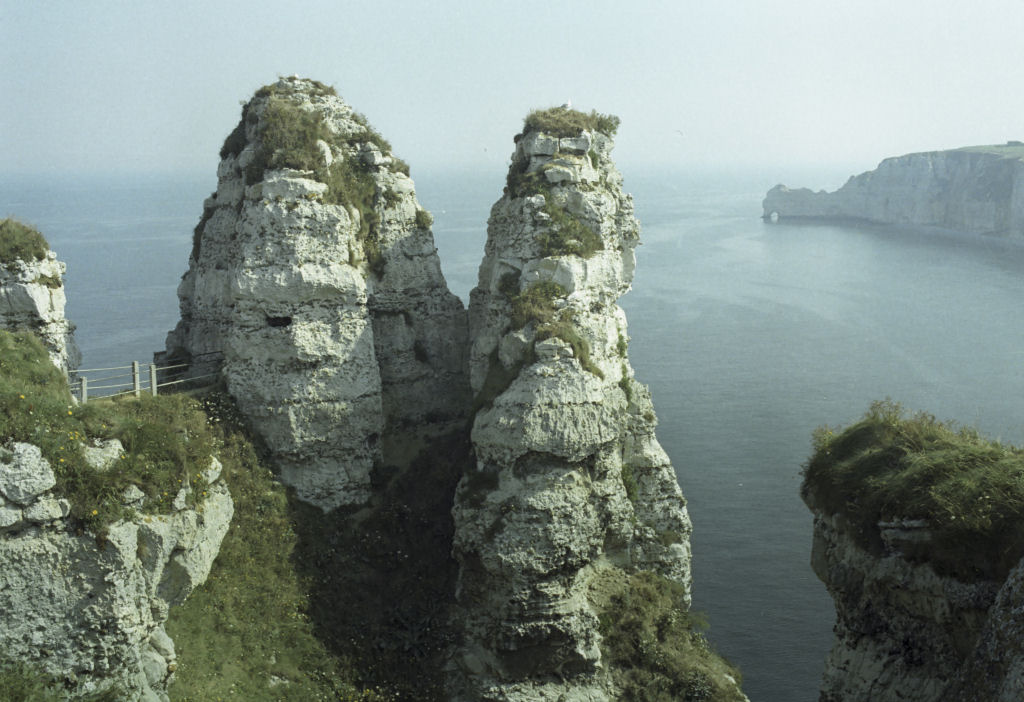
「令嬢たちの部屋」（Chambre des Demoiselles）
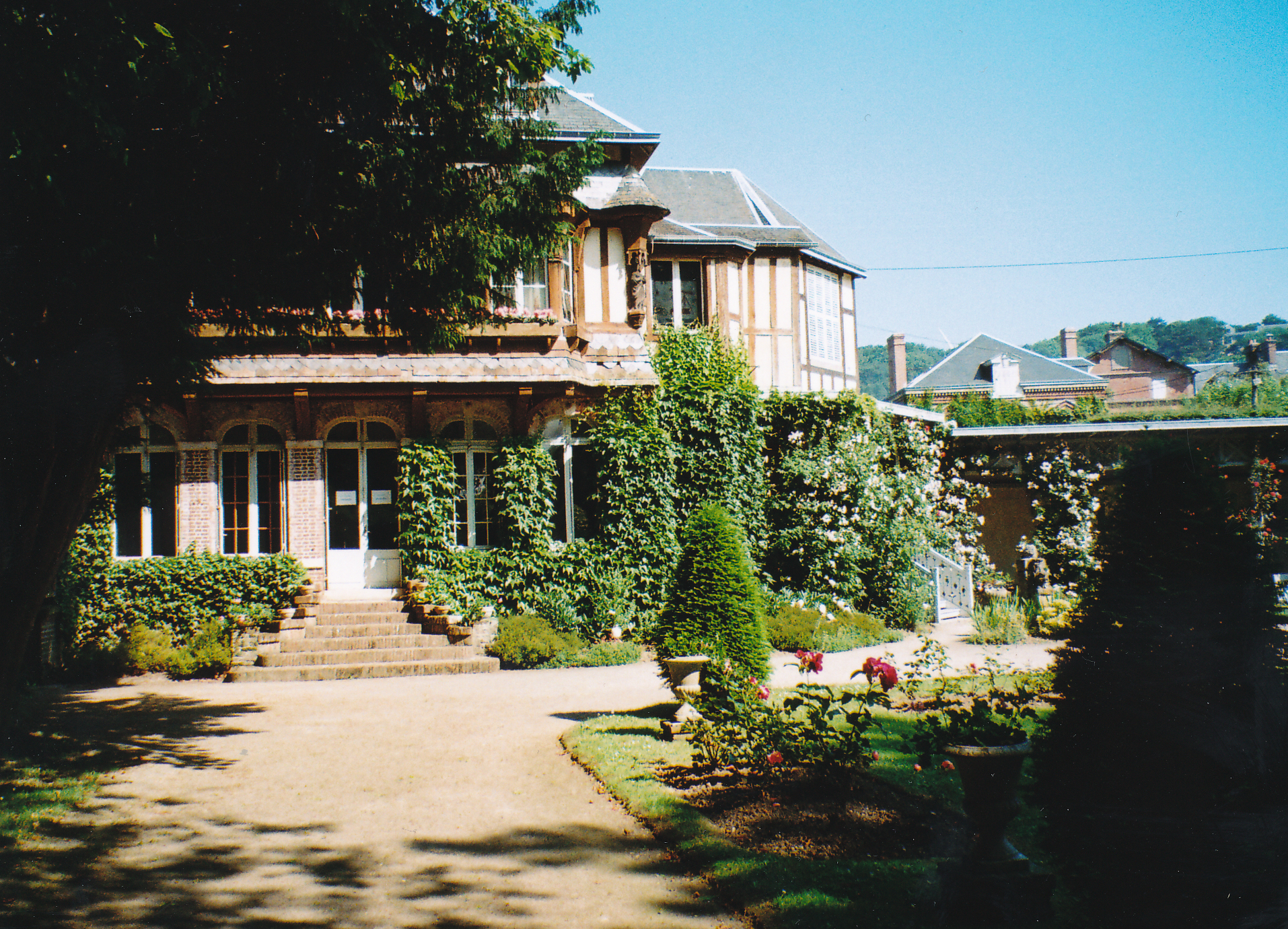
モーリス・ルブラン博物館「ルパンの隠れ家」

## 参照
1. ↑  『芸術新潮』2018年6月号、新潮社、 95頁。
2. ↑  『芸術新潮』2018年6月号、新潮社、 23頁。
3. ↑  初めて発表されたモーリス・ルブランの作品Le Sauvetage（短編、1890年3月、隔週刊誌Revue illustréeに掲載。後にLe Naufragéと改題）もエトルタを舞台にしたもの。
4. ↑  Schofield, Brian (2002年9月22日). “Hop over: five-day drives just across the Channel - France”. Sunday Times